# Nisporeni
Nisporeni ist eine Stadt in der Republik Moldau. Sie ist Hauptort des gleichnamigen Rajon Nisporeni.

## Geschichte
Erstmals wird die Stadt Nisporeni 1618 in einem amtlichen Dokument von Gașpar Graziani erwähnt. Gemäß einer Volkszählung aus dem achtzehnten Jahrhundert gab es in Nisporeni 73 Häuser und Hütten. Bis 1875 war die Bevölkerungszahl auf 3532 Menschen, darunter 1840 Männer, angestiegen. Die Hauptbeschäftigung war die Landwirtschaft. Ein spezieller Zweig war der Anbau von Reben und Früchten. Zu Beginn des 21. Jahrhunderts begann die Stadt, neue Geschäftsmodelle zu entwickeln, wobei sie durch finanzielle Mittel aus dem Ausland unterstützt wurde.
2011 wurde in Nisporeni ein monumentales Kreuz errichtet, zu diesem Zeitpunkt das größte in Moldau.
In der Stadt befindet sich der Sitz des Fernsehsenders Albasat TV.

## Partnerstädte
Nisporeni listet folgende drei Partnerstädte auf:
| Stadt        | Land                       |
| ------------ | -------------------------- |
| Auch         | Okzitanien, Frankreich     |
| Lugoj        | Banat, Rumänien, seit 2001 |
| Sângeorz-Băi | Transilvania, Rumänien     |